# スシ・スサンティ
スシ・スサンティ（Susi Susanti、中国名:王蓮香、1971年2月11日 - ）は、インドネシアのバドミントン選手。西ジャワ州タシクマラヤ県出身。

## 概要
15歳でインドネシアナショナルチーム入りを果たしたスサンティは、1992年のバルセロナ五輪でインドネシアに初の金メダルをもたらし、ワールドカップとワールドグランプリでそれぞれ6回優勝を果たし、全英オープンを4回制覇した。1993年の世界選手権でも優勝している。まさに、女子バドミントン選手の中で世界大会を最も多く制している選手であり、バドミントン界の女王と呼ばれた。
また、同じインドネシアの選手クスマとは、選手時代は恋人で、1997年に結婚した。
1999年、彼女は夫クスマと共に引退を宣言した。このとき、3000人ものファンが会場に詰め寄せ、「スシ(スサンティの名前)、スシ」と大声で叫びながら彼女を見送った。

## プレースタイル
守備的な選手で、正確なクリアとレシーブを多用して主導権を握る。